# Alejandro Villanueva (Footballspieler)
Alejandro Villanueva (* 22. September 1988 in Meridian, Mississippi, USA) ist ein ehemaliger spanisch-US-amerikanischer American-Football-Spieler der National Football League (NFL). Zuletzt spielte für die Baltimore Ravens als Offensive Tackle und stand von 2014 bis 2020 bei den Pittsburgh Steelers unter Vertrag. Villanueva war bei der U.S. Army und wurde mit der Bronze Star Medal für Tapferkeit ausgezeichnet.

## Kindheit
Villanueva wurde auf einem Armeestützpunkt in Meridian, Mississippi geboren. Sein Vater war Lieutenant Commander in der Spanischen Marine und für die NATO in ganz Europa im Einsatz. Alejandro ist das älteste von vier Kindern. Seine Eltern und seine Geschwister sind Spanier. Teile seiner Kindheit verbrachte er in Spanien und Rhode Island.

## Beginn mit Football
Er wuchs sehr schnell: "Als ich 12 Jahre alt war, erschien ich in meinem Klassenraum und die Leute dachten, ich wäre der Lehrer." Mit 15 Jahren begann er in Spanien, Rugby zu spielen. Ein Jahr später begann er in der Highschool in Belgien, Football zu spielen. "Zuerst kritisierte ich Football oft und sagte, dass Rugby besser wäre", erzählte Villanueva später, "Ich habe alle Regeln erst verstanden, als ich nach West Point kam."
Villanueva war zunächst als Tight End rekrutiert worden, doch spielte er seine erste Saison in der Position des Defensive Lineman. Dann wurde er in der Offensive Line aufgestellt, wo er die nächsten 3 Saisons verblieb. Zu seinem Senior-Jahr kam er nach West Point, wo er wiederholt die Position wechselte. Er wurde als Left Guard eingeplant und nahm für diese Position an Gewicht zu, wandelte sich jedoch zur Position des Wide Receivers, da er sich geschickt im Umgang mit dem Ball zeigte. Insgesamt spielte er vier Saisons an der Akademie in West Point. Aufgrund seiner exzellenten schulischen Leistungen konnte er seine Ausbildungszeit dort um ein Jahr verkürzen.

## Armee
Villanueva verpflichtete sich für die U.S. Army und absolvierte mehrere Kampfeinsätze in Afghanistan.

## NFL

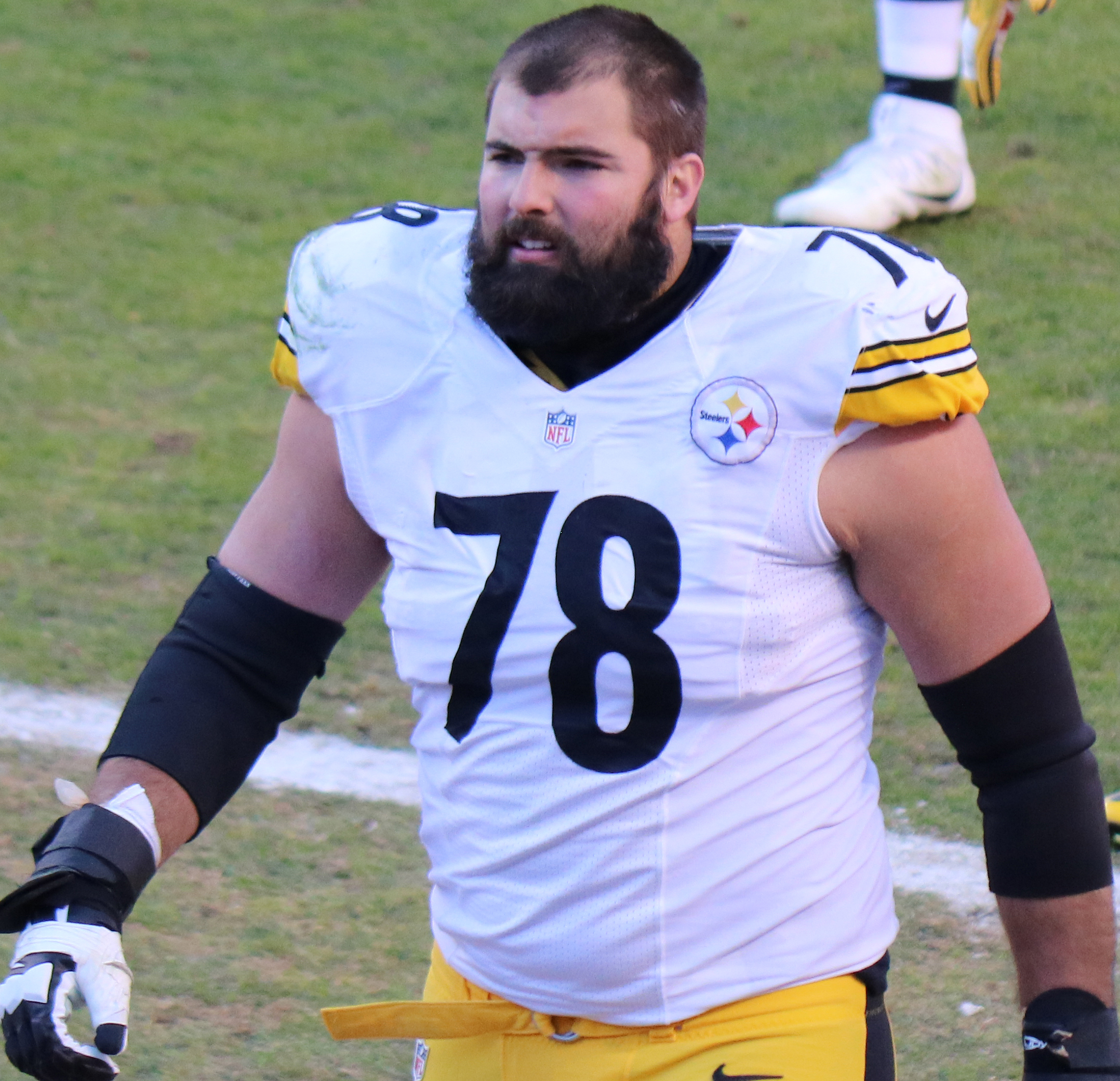
Alejandro Villanueva bei den Steelers (2015)

2010 wurde er in der NFL nicht gedraftet, hätte sich aber bei den Cincinnati Bengals auf der Position des Tight End versuchen können, doch er entschied sich, seinen Verpflichtungen bei der Armee nachzukommen.
Er nahm bei der Armee eine Auszeit, um seinen Traum von der NFL zu verwirklichen. 2014 unterzeichnete er einen Einjahresvertrag bei den Philadelphia Eagles, wo er Defensive End spielen sollte. Am 21. August 2014 fiel Villanueva bei einem Pre-Season-Spiel gegen die Pittsburgh Steelers dem Steelers-Trainer Mike Tomlin auf. Acht Tage später nahmen ihn die Steelers für ihre Trainingsmannschaft unter Vertrag. In der Saison 2014 blieb er in der Trainingsmannschaft und wurde auf die Position Offensive Tackle trainiert. Sein Debüt gab er 2015 gegen die New England Patriots. Im Januar 2015 unterschrieb er einen Zweijahresvertrag bei den Pittsburgh Steelers.
Im Mai 2021 unterschrieb Villanueva einen Zweijahresvertrag über 14 Millionen Dollar bei den Baltimore Ravens. Nach der Saison 2021 beendete er am 9. März 2022 seine Karriere.